# Perches
Perches (Pèch en créole haïtien), est une commune d'Haïti située dans le département du Nord-Est et l'arrondissement de Fort-Liberté.

## Démographie
La commune est peuplée de 10 509 habitants(recensement par estimation de 2009).

## Administration
La commune est composée des sections communales de :
- Haut-des-Perches
- Bas-des-Perches

## Économie
L'économie locale repose sur la culture de la pistache, du maïs, de la mangue, de l'orange, de l'avocat et du citron vert ainsi que sur l'extraction de l'or dans la région.
L'élevage procure également des revenus aux agriculteurs.
La ville ne possède pas encore l'électricité et le réseau routier est en mauvais état.